# Tarik Sečić
Tarik Sečić (* 27. Februar 2000) ist ein bosnischer Fußballspieler.

## Karriere
Sečić begann seine Karriere bei der SV Urfahr. Im September 2015 wechselte er zur Zweitmannschaft des FC Blau-Weiß Linz. Bis zum Ende der Saison 2015/16 kam er zu fünf Einsätzen für BW Linz II in der siebtklassigen 1. Klasse und erzielte dabei ein Tor. Zu Saisonende stieg er mit der Mannschaft in die Bezirksliga auf.
In der sechsthöchsten Spielklasse kam er in der Saison 2016/17 zu 17 Einsätzen, in denen er ohne Torerfolg blieb. In der Saison 2017/18 kam er lediglich zu einem Einsatz in der Bezirksliga. In der Saison 2018/19 kam er zu 16 Einsätzen, in denen er drei Tore erzielte. Im April 2019 stand er gegen die Kapfenberger SV zudem erstmals im Kader der Profis, kam jedoch zu keinem Einsatz. Mit den Amateuren stieg er zu Saisonende in die Landesliga auf.
Im Juni 2020 debütierte er für die Profis in der 2. Liga, als er am 24. Spieltag der Saison 2019/20 gegen den SC Austria Lustenau in der 87. Minute für Simon Gasperlmair eingewechselt wurde.